# Armin Wirth
Armin Wirth  (* 15. Juli 1971 in Traunstein; Pseudonym: Dj Swam) ist ein deutscher Dance-DJ, Musikproduzent und Medienunternehmer.

## Leben
Wirth eröffnete 1993 einen der ersten Internet Mailorder Shops und hat bis heute weltweit acht weitere Filialen in Großbritannien, Ungarn, Schweiz, Österreich, Niederlande, Russland, Slowakei und Tschechien eröffnet.
2001 gründete er die Plattenfirma DANCE ALL DAY mit den Sublabels Baccara Music, Bootleg Beats, Fiume Beat, Forbidden, Loft, Technosforza Rec., München, Vinyl Loop Records und Vinyl Loops Classics. Als Labelmanager und Produzent brachte er Produktionen auf den Labels Polystar Records, Intercord Tonträger GmbH, Sony Music Entertainment und Edel Records heraus.
Mit der Serie Vinyl Loops Classics schaffte Armin Wirth mit 21 Folgen eine Vinyl-Serie auf den Markt zu bringen, die die Who is Who der Dance-/Elektronischen Szene beinhaltet. Die Vinyl-Loops-Classic-Serie gilt als eine der meistverkauften Vinyl-Dance-Compilationen weltweit. Daraus sind zu hören Moby, The Prodigy, New Order, Tiësto, Robert Miles, DJ Hell, Donna Summer, Todd Terry, ATB, Corey Hart, Chaka Khan und Stereo MCs.
Von 1997 bis 2001 arbeitete Armin Wirth für die ProSiebenSat1 und MTV Europe Videotext-Redaktion. Er war verantwortlich für die Erstellung der Top Ten Dance Charts.
2001 veröffentlichte Armin Wirth den Club-Hit von Steve Murano – Passion, der als erster Dance-Track in der Geschichte in allen vier deutschen Dance-Charts wie DDC, DMC, Dj Top 40 sowie den Internet Music Charts Platz 1 zur gleichen Zeit schaffte. Später stieg der Titel in die deutschen Media Control Top 100 ein. Das Musikvideo von Steve Murano lief auf MTV und VIVA. Den Titel „Passion“ lizenzierte dann später Kontor Records in Hamburg und veröffentlichte diesen weltweit.
Im Jahr 2005 war Wirth Armin Mitglied der Jury des Dance Music Award 2005.
Im Jahr 2006 gründete Armin Wirth das Portal Feiyr für freie unabhängige Musiker, Produzenten Labels und Buchverlage. Feiyr hatte im April 2011 über 1,2 Millionen Songs unter Vertrag und an Portale wie iTunes und Amazon ausgeliefert.
Armin Wirth kaufte als Geschäftsführer und Inhaber von Feiyr im Jahr 2013 für 2,3 Millionen Euro die von MP3-Erfinder Karlheinz Brandenburg finanzierte Musik-Plattform DJTunes.com.

## Verlag
2018 gründete Armin Wirth den Nova MD Verlag und den Kampenwand Verlag.

## Rechtsstreit
Im Jahre 2006 wurde Armin Wirth per gerichtlicher Verfügung vom Landgericht Leipzig (Urteil v. 8. Februar 2005 - Az.: 5 O 146/05) untersagt, das Wort „Deejay“ für Werbung und Marketing zu verwenden, insbesondere die Darstellung des Wortes auf Webseiten und Bezeichnung von Audio-Hi-Fi-Produkten. Ein deutscher Online-Shop-Betreiber hatte behauptet, dass dieser Inhaber aller Markenrechte am Begriff „Deejay“ sei. In einem jahrelangen Prozess stellte letztendlich der 14. Zivilsenat des Oberlandesgericht Dresden mit Urteil v. 9. Januar 2007 – Az.: 14 U 1958/06 fest, dass der Begriff „Deejay“ freihaltebedürftig ist und von jedermann verwendet werden darf.

## Diskographie Dj Swam

### Singles
- 1994 Dj Swam – Let There Be House
- 1995 Dj Swam – U Wanted (Dance Paradise)
- 1996 Dj Swam Vs Sam-Pling
- 1997 Swam & Bassliner – Moonphase (DMD)
- 1997 Swam & Bassliner – … And Don't Stop (Triebwerk/DA Music)
- 1998 Swam & Bassliner – Future World (Triebwerk/DA Music)
- 1999 Swam & Bassliner – Moonphase (Above the Sky)
- 2000 Dj Swam – The Spiritchaser
- 2001 Dj Swam – The Ground (Vinyl Loop Records)
- 2001 Dj Swam – The Ground (Zeitgeist Polydord, 12"Vinyl)
- 2001 Dj Swam – The Ground (Polystar Maxi-CD)
- 2001 Dj Swam – The Ground (Promo Mixes, Hennes & Cold)
- 2003 Dj Swam – Don't You Like
- 2007 Dj Swam – Ground Hardtechno Remixes
- 2008 Dj Swam – Hot in Here

### Remixe
- 2002 Montini Experience, The – My House Is Your House 2002 (Dj Swam Remix)
- 2007 Kriz Miller – Control (Dj Swam Remix)
- 2007 Technosforza 08 – Fiume (Dj Swam Remix)

### Labels
| - Vinyl Loops Classic - Baccara Music - Technosforza - Fiume Beat - Bootleg Beats - Loft - Forbidden - München |